# جولای کیاو
جولای کیاو (برمه‌ای: ဇူလိုင်ကျော်း؛ زادهٔ ۲۱ ژوئیهٔ ۱۹۹۹) بازیکن فوتبال اهل میانمار است.
وی همچنین در تیم‌های ملی فوتبال زنان میانمار بازی کرده‌است.